# أدوز
أدوز قرية مغربية توجد بالقرب من مدينة تزنيت، في سوس بجنوب المغرب.

## تاريخ أدوز
تعتبر أدوز قرية قديمة التأسيس، وكانت تسمى قبل القرن الثاني عشر الهجري «إداوتسانا» ثم بعد ذلك عرفت بأدوز، إلا أن أدوز لم تشتهر إلا القرن 18 ميلادي عندما انتقل إليها جد السلالة اليعقوبيين الأدوزيين، محمد بن عبد الله بن يعقوب بدعوة من البومهديين الذين تربطهم بوالده أوثق الأواصر، وشارط سيدي محمد بن عبد الله في مسجد أدوز لسنوات، ثم انتقل إلى قريته الأصلية «تازومت» بقبيلة سملالة، وفيها توفي، وبعده أصبحت أدوز مقر للشرفاء اليعقوبيين من نسله، حيث خلف بأدوز ستة من أبناءه، وكان من بينهم خليفته في المدرسة ابنه السيد إبراهيم بن محمد جد ال تيشوقار كما كان أخوه أمحمد جد أيت أكرام عالما ترد مؤلفات في فنون شتى، أما ابنه الثالث علي بن محمد جد أيت الفقيه، فلم يعرف عنه أي مساهمة في التأليف.
وتتميز قرية أدوز بشح مواردها الاقتصادية، ولذلك كان مورد سكانها يعتمد على التوظيف، إما لتعليم القرأن في المساجد، أو لتعليم العلوم العربية في المدارس العتيقة، أو للفصل بين الناس ومعالجة مختلف النوازل، ومن الأكيد أن هذا هو الدافع الذي وجه السكان للاعتناء بحفظ القرأن والاشتغال بإتقان العلوم والمعارف، فنبغ عدد من العلماء الأدوزيين، ولعل الشهرة التي حظي بها مسجد «تاماشت» بأدوز لدى سكان جبال جزولة يعود إلى تقدير العلماء العاملين الذي أنجبتهم هذه الجهة.

## مدرسة أدوز
مدرسة أدوز من المدارس العلمية العتيقة التي قامت بنشر العلوم ومختلف المعارف ببلاد سوس منذ أربعة قرون، وقد أسست أوائل القرن الحادي عشر الهجري (قرن 17 ميلادي) وبحكم أنها تأسست على يد الأسرة اليعقوبية، فإنها تعرف كذلك بالمدرسة اليعقوبية، وكان جل الفقهاء والعلماء الذي تعاقبوا على حلقات الدرس في أدوز من هذه الأسرة العلمية. يذكر أن مدرسة «تازموت» تأسست بقبيلة سملالة على يد الكراميين ثم انتقلت هذه المدرسة إلى أدوز بعد عهد العلامة سيدي عبد الله بن يعقوب - جد اليعقوبيين - الذي رجع من رحلته العلمية من تارودانت بعد عكوفه لمدة 17 سنة لطلب العلم على يد علمائها الكبار، أمثال شيخ الجماعة سيدي عيسى السكتاني خريج جامعة القرويين، والعلامة سعيد الهوزالي والشيخ سعيد بن عبد الله السملالي وغيره... فحل بـ مدرسة تازموت بسملالة.
وبعد وفاته سنة 1052 هـ / 1671 مـ، انتقل والده العلامة أمحمد بن عبد الله بن يعقوب إلى قرية أدوز في قبيلة بعقيلة، وكان قد تخرج عن أبيه وعن أخيه ايبورك بن عبد الله، وقد أرسى قواعده التدريس بمدرسة أدوز، ولعلمه وصلاحه ولاه السلطان المولى رشيد العلوي قضاء الجماعة في جزولة وفوض له في توليه القضاة وعزلهم، وبعد وفاته، توالى على خلافته في مدرسة أدوز أبناؤه واحفاده من بعده، وعلى أيديهم استمر عطاء هذه المدرسة في نشر العلم في هذه الجهة من البلاد.
لقد تناوب على كرسي العلمية بمدرسة أدوز مجموعة من العلماء المشهورين محليا وإقليميا، ومن بين هؤلاء الأساتذة سواء اليعقوبيين أو غيرهم، نذكر:
- إبراهيم بن أحمد بن عبد الله (1160هـ)
- أحمد بن إبراهيم (1169 هـ)
- علي بن إبراهيم بن محمد (1207 هـ)
- محمد بن أحمد (1206 هـ) صاحب (شرح على أبنية الفلالي) و (شرح زبدة المغنى للرسموكي)
- محمد بن أحمد الادوزي (1221 هـ) الذي ألف مجموعة من الكتب (عمدة الطالبين لفهم ألفاظ المرشد المعين) و (نزهة الجلاس في أخبار بواحلاس)
- محمد بن إبراهيم بن مبارك الووشاني البعقيلي (ت 1286)
- العربي بن إبراهيم (1286 هـ) الذي تخرج من مدرسة المشهورة ومن مؤلفاته: (كتاب:أنساب اليعقوبيين) و (كتاب:أيسر السالك لألفية ابن مالك) و (شرح منظومة ابن كيران في البلاغة).
- محمد بن العربي (1323هـ)
- الفقيه ابن عمرو محمد بن محمد (1336هـ)
- محمد بن عبد العزيز بن محمد الأوزي (1336 هـ) وصدر له (كتاب:شرح الشمقمقية لابن الونان)
- المحفوظ بن عبد الرحمن الأدوزي (1351 هـ)
- عيسى بن المحفوظ (الذي تولى أمر التدريس للمرة الأولى في مدرسة أدوز، ثم تخلى عنها بسبب الضغوط التي مارسها الحاكم الفرنسي (دوني) آنذاك.
- أحمد بن محمد بن العربي
- إبراهيم بن المحفوظ
- عيسى بن المحفوظ (للمرة الثانية) حتى توفي سنة 1965

## وصلات خارجية
- جمعية ادوز للتنمية والتعاون
- ا